# Dave & Ansel Collins
Dave & Ansel Collins was een Jamaicaans reggae-duo.

## Bezetting
- Dave Barker[6] (Kingston, 10 oktober 1947, geboren als David John Crooks), zanger
- Ansel Collins[7] (Jamaica, 1949), toetsen

## Geschiedenis
Dave Barker begon zijn muziekcarrière tijdens de jaren 1960 als lid van de band The Techniques en als studiozanger in Kingston. Met de solo-opname Shocks of Mighty had hij een eerste eigen hit, waarna meerdere opnamen volgden. In 1971 deed hij zich samen met de toetsenist Ansel Collins, waarmee hij de single Double Barrel opnam. Nadat het reggaenummer met de eenvoudige piano-geluidssequentie en Barkers ritmische orgelklanken in Jamaica een grote hit was geworden, werd het ook in het Verenigd Koninkrijk en veel andere landen uitgebracht, In de Britse singlehitlijst bereikte de song de toppositie, net zo in Nederland, in Duitsland en de Verenigde Staten kwam de single in de top 30. Als studiomuzikant was ook drummer Sly Dunbar bij de single betrokken.
Auteur en producent van de single was Winston Riley, voorheen ook bij The Techniques, die ook verantwoordelijk was voor de tweede hit Monkey Spanner. De song bereikte de Britse top 10, echter het internationale succes bleef beperkt tot het Verenigd Koninkrijk. Dat gold ook voor het volgende album, dat net als de eerste hit Double Barrel heette. Daarna mislukte de poging om Barkers hit Shocks of Mighty als duo buiten Jamaica bekend te maken. Ook andere verdere opnamen bleven zonder succes.
Daarop ging Collins weer terug naar Jamaica, waar hij als studiomuzikant samen werkte met Sly Dunbar, Robert Shakespeare en vele andere bekende reggae-artiesten. Dave Barker bleef in Londen, waar meerdere solo-opnamen volgden. In 1975 verscheen het album In the Ghetto echter onder Dave & Ansel Collins, maar het is wel onduidelijk, of Collins ook daadwerkelijk daaraan had meegewerkt. Later vervoegde Barker zich bij de band Chain Reaction en was hij later ook verder als solist werkzaam, waarbij hij zich muzikaal meer tot de soul toewendde.
Double Barrel werd meervoudig gecoverd en gesampeld. Het nummer werd onder meer gebruikt in de hit Gal Wine van Chaka Demus & Pliers, dat de Britse top 20 haalde.
Er ontstond verwarring met de namen van beide muzikanten. De naam Dave Barker ontstond pas voor de solocarrière van David Crooks vanaf 1969. De gezamenlijke bandnaam Dave & Ansel Collins deed vermoeden, dat het twee broers waren en inderdaad verschenen in navolging aan Double Barrel ook enkele Barker-singles onder de naam Dave Collins, later keerde hij weer terug naar Barker. Op Double Barrel werd bovendien Collins voornaam als Ansil geschreven, later werd dit Ansel.

### Hit in Nederland
In de zomer van 1971 werd de single Double Barrel een hit in Nederland. De daarna uitgebrachte single Monkey Spanner werd echter geen succes. Van hun grootste hit Double Barrel zouden later ook ragga- en drum 'n' bass-covers verschijnen.

## Discografie

### Dave & Ansel Collins
Singles
- 1971: Double Barrel
- 1971: Monkey Spanner
- 1972: Shocks of Mighty
- 1973: Ton Up Kids

Albums
- 1972: Double Barrel, later als The Heavy, Heavy, Monster Sounds of Dave & Ansel Collins heruitgebracht
- 1975: In the Ghetto

### Dave Barker
Singles
- 1969: Prisoner of Love
- 1969: Lock Jaw (met Tommy McCook & The Upsetters)
- 1970: Shocks of Mighty
- 1972: Ride Your Pony
- 1973: Hot Line

Albums
- 1970: Prisoner of Love